# آبرود (تربت حیدریه)
ابرود (تربت حیدریه)، روستایی از توابع بخش مرکزی شهرستان تربت حیدریه در استان خراسان رضوی ایران است.

## جمعیت
این روستا در دهستان بالاولایت قرار دارد و براساس سرشماری مرکز آمار ایران در سال ۱۳۸۵، جمعیت آن ۱٬۶۳۶ نفر (۴۲۰خانوار) بوده‌است.
این روستا در 7 کیلو متری شهرستان تربت حیدریه واقع شده‌است و می‌توان گفت بزرگترین قطب زعفران تربت حیدریه محسوب می‌شود. این روستا از نظر کیفیت زعفران در تربت حیدریه رتبه 1 را دارد.